# Euphorbia stracheyi
Euphorbia stracheyi — вид рослин із родини молочайних (Euphorbiaceae), зростає у Гімалаях і Китаї.

## Опис
Це розпростерта висхідна або прямовисна трава 10–25(80) см заввишки, часто з домішкою глибоко пурпурного забарвлення. Кореневище — глибоко закопана майже куляста бульба, що дає від 1 до кількох тонких однорічних пагонів. Стебла поодинокі або скупчені, підземні частини часто дуже тонкі, зазвичай значно розгалужені над землею, червоні або блідо-червоні коли молоді, блідо-жовті або жовто-зелені коли старі, голі або запушені; стерильні пагони часто присутні й накривають суцвіття. Листки чергові, сидячі, переважно однакові за розміром, від зворотно-яйцеподібних до довго-еліптичних (рідкісно лінійні), 0.8–2.7 × 0.4–0.9 см, цілі, з неясними прожилками, основа закруглена або клиноподібна, вершина заокруглена або майже гостра; прилистки відсутні. Суцвіття — кінцевий псевдозонтик. Циатій поодинокий, сидячий. Квітки зеленувато-жовті. Період цвітіння й плодоношення: травень — серпень. Коробочка яйцювато-куляста, 5–6 × 5–6 мм, гладка, гола. Насіння яйцювато-циліндричне, 2.5–4 × 1.8–2.5 мм, сіро-коричневе або світло-сіре, гладке, адаксіально гребінчасте.

## Поширення
Зростає у Гімалаях (Тибет, Індія, Бутан, Непал) і Китаї. Населяє альпійські луки, чагарники, змішані розріджені ліси; на висотах 1000–5300 метрів.